# Мамчур, Юлий Валерьевич
Юлий Валерьевич Мамчур (укр. Юлій Валерійович Мамчур; род. 15 августа 1971, Умань, Черкасская область) — украинский государственный деятель, политик. Народный депутат Украины VIII созыва (27 ноября 2014 года — 29 августа 2019 года).
В прошлом — украинский военный лётчик 1-го класса, полковник Воздушных Сил Украины, командир 204-й бригады тактической авиации.

## Биография
Юлий Валерьевич Мамчур родился 15 августа 1971 года в городе Умань Черкасской области. После школы поступил в Черниговское высшее военное авиационное училище лётчиков, которое окончил в 1992 году. После училища служил 9 лет в городе Житомире.
Юлий Мамчур служил в Озёрненском гарнизоне. В начале 2013 года Мамчура, как лётчика 1-класса, назначили на должность командира Севастопольской бригады тактической авиации Воздушного командования «Юг». На то время общий налёт составлял более 900 часов.

### Аннексия Крыма Российской Федерацией
3 марта 2014 года во время аннексии Крыма глава медиа-центра Министерства обороны Украины в Крыму Владислав Селезнёв цитировал слова Юлия Мамчура: «Личный состав бригады тактической авиации в Бельбеке верен народу Украины и Воинской присяге, с оружием в руках готовый к защите территориальной целостности Украины». Это заявление появилось после ультиматума так называемых «неизвестных в военной форме», с требованием к украинским военнослужащим перейти на сторону России до 16 часов 3 марта.
4 марта украинские военные, без оружия, под красным боевым флагом Севастопольской бригады тактической авиации имени Александра Покрышкина и Государственным флагом Украины, исполняя гимн Украины двинулись в сторону российских военнослужащих без знаков различия и, которые блокировали им дорогу к войсковой части, при этом указанные военнослужащие РФ стреляли в воздух. В результате переговоров в течение дня удалось вернуть территорию войсковой части под украинский контроль.
12 марта на занятой российскими военнослужащими без знаков различия территории аэропорта Бельбек (военная часть А-4515) возник пожар, который был потушен украинской пожарной командой. Машину сопровождал командир бригады Юлий Мамчур.
22 марта 2014 года, 204-я бригада тактической авиации во главе с Ю. В. Мамчуром собственными силами осуществляла контроль над войсковой частью А-4515. В связи с неравным соотношением сил сторон по приказу министерства обороны Украины во главе с И. И. Тенюхом, войсковая часть А-4515 была оставлена личным составом 204-й бригады тактической авиации и перешла под полный контроль российских военнослужащих без знаков различия. По сообщениям СМИ, после этого полковник Юлий Мамчур был арестован российскими военнослужащими. В сообщении на официальном сайте войсковой части А-4515, командира бригады Мамчура «насильно вызвали на переговоры во временно базирующийся штаб ЧФ РФ». Командир успел позвонить жене и сообщить о том, что его захватили. По рассказу жены полковника Ларисы Мамчур представителям СМИ, её мужа отвезли в севастопольскую военную тюрьму. Вместе с тем, подчинённые Мамчура заявили, что не оставят, занятую российскими военнослужащими без знаков различия базу, пока Мамчур не будет возвращён.
26 марта 2014 года полковник Мамчур, с его слов, вместе с 5 другими отпущенными на свободу украинским офицерами покинул территорию Крыма, всего из состава 204 бригады покинуло Крым 68 военнослужащих и членов их семей. После возвращения из плена полковник сообщил, что его трое с половиной суток содержали в одиночной камере, осуществляли на него психологическое давление, пытались убедить его перейти на сторону российской армии. Позднее Мамчур утверждал, что ему, как офицеру, который за 26 лет службы так и не получил квартиры, 23 февраля 2014 года предлагали квартиру в Крыму с целью «задобрить командира», но Мамчур отказался.
В тот же день и. о. президента Украины Турчинов заявил, что все освобождённые из плена офицеры, как «проявившие стойкость и мужество», будут награждены и повышены по службе.
После передислокации из Крыма войсковая часть Юлия Мамчура была перебазирована в Николаев.

### Внеочередные выборы в Верховную Раду 2014 года
10 ноября 2014 года Центральная избирательная комиссия Украины по результатам внеочередных выборов в Верховную Раду 2014 года официально объявила Юлия Мамчура избранным народным депутатом Украины по списку блока Петра Порошенко (№ 6 в списке).
Вместе с депутатом Верховной рады Украины Алексеем Гончаренко наградил турецкого пилота, сбившего российский самолёт в небе над Сирией 24 ноября 2015 года символическим орденом.
1 ноября 2018 года были введены российские санкции против 322 граждан Украины, включая Юлия Мамчура.

## Награды
- Орден Богдана Хмельницкого III степени (21 августа 2014) — за личное мужество и героизм, проявленные в ходе защиты государственного суверенитета и территориальной целостности Украины, верность военной присяге, высокопрофессиональное исполнение служебных обязанностей[17]
- Именное огнестрельное оружие (3 сентября 2015) — за значительный личный вклад в укрепление обороноспособности Украинского государства, многолетнюю безупречную службу, образцовое выполнение воинского долга и проявленные при этом честь и доблесть[18]
- Медаль «15 лет Вооружённых сил Украины»
- Медаль «За добросовестную службу» I и II степени
- 11 апреля 2014 года в Виннице награждён городским головой отличием «За мужество и честь». Торжественную награду и денежную премию к ней вручили его дочери Дарье Мамчур[19].